# 万学遠
万 学遠（ばん がくえん、1940年1月 - ）は、中華人民共和国の官僚・政治家。湖北省黄岡県出身。全国政治協商会議外事委員会副主任、中華人民共和国人事部副部長、国家外国専門家局局長、中国共産党浙江省委員会副書記、浙江省人民政府省長、浙江省人民政府副省長を歴任した。

## 経歴
1940年1月、湖北省黄岡県で生まれる。1961年6月に中国共産党入党。1964年に上海交通大学を卒業。母校である上海交通大学に採用され、中国共産主義青年団にて副書記に就任した。その後、中国共産主義青年団上海市委員会常務委員、学校部長、秘書長、副書記、上海市青年連合会会長、上海市政府弁公庁副主任、市政府副秘書長兼弁公庁主任、秘書長兼弁公庁主任を歴任した。
1992年9月、浙江省人民政府副省長に転出。1993年1月、浙江省人民政府省長に昇格。12月には同省党委副書記を兼務する。
1997年4月、中央に移り、中華人民共和国人事部副部長（次官）兼国家外国専門家局局長に就任。1999年8月、第4回中国国際人材交流協会副主席を務めました。2008年、第11回全国政治協商会議常務委員に選ばれました。第11回全国政治協商会議外事委員会副主任が就任した。